# Wersen
Wersen ist ein Ortsteil der Gemeinde Lotte in der Region Tecklenburger Land, Kreis Steinfurt in Nordrhein-Westfalen. Am 24. Januar 2018 hatte Wersen 3438 Einwohner, die auf einer Fläche von 1.171 ha lebten.

## Geografische Lage
Der Ort liegt im Zentrum des Gemeindegebiets von Lotte. Im Südosten grenzt Wersen direkt an die kreisfreie Stadt Osnabrück und somit direkt an Niedersachsen, im Westen an Westerkappeln. Nördlich befindet sich der Lotter Ortsteil Halen, östlich Büren und im Süden Alt-Lotte.

## Geschichte
In den 1970er Jahren bestand zeitweise die Absicht, Wersen zusammen mit Büren im Tausch mit der Ortschaft Büscherheide an Niedersachsen anzuschließen. Im Gegensatz zu der Bürgerinitiative Büscherheide lehnten die Wersener und Bürener dieses Ansinnen jedoch ab.
Am 1. Januar 1975 wurde Wersen nach Lotte eingemeindet.

## Bauwerke

### Kirche
Die denkmalgeschützte Pfarrkirche in Wersen ist ein spätromanischer Gewölbebau. Sie stammt aus dem Jahr 1271 und ist damit das älteste Bauwerk in der Gemeinde Lotte. Die Kirche erhielt 1886 den Westturm und 1906 das Südschiff.

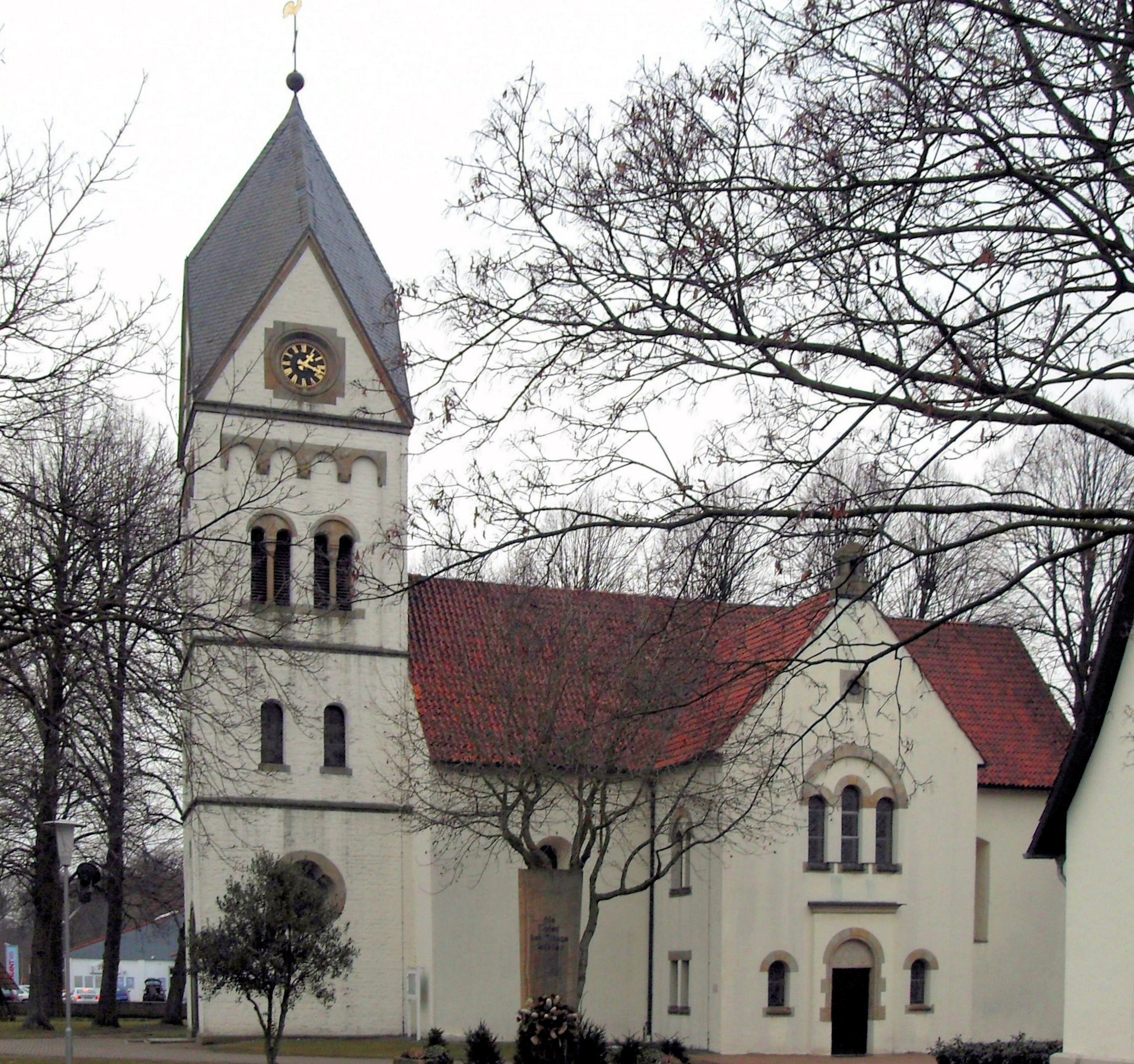
Pfarrkirche Wersen, Südseite
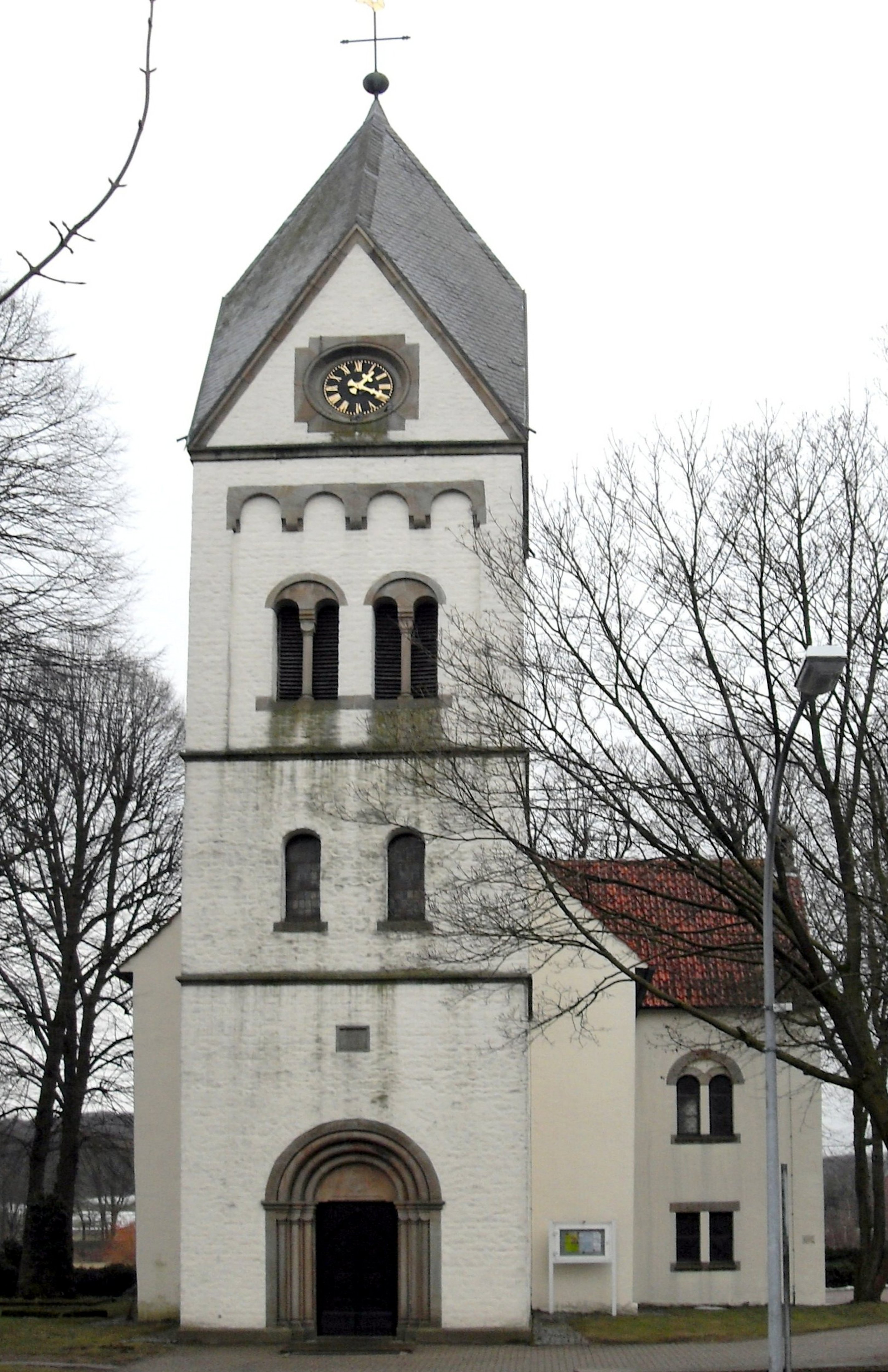
Pfarrkirche Wersen, Westseite

### Rathaus
Im Zentrum von Wersen steht das Rathaus der Gemeinde Lotte. Es ersetzt das alte Rathaus in Alt-Lotte.

## Bildung
Wersen verfügt über zwei öffentliche Schulen: Die Grundschule Wersen mit zirka 200 Schülern und die Gesamtschule Lotte-Westerkappeln Standort Wersen.  Am Standort Wersen sind die 400 bis 450 Schüler der Jahrgänge 8 bis 10. Die übrigen Jahrgänge (5 bis 7 und 11 bis 13) sind am Standort Westerkappeln. Außerdem sind in Wersen die privaten Schulen Krüger ansässig. Unmittelbar nach Ende des Zweiten Weltkrieges gegründet, erfolgte 1967 der Neubau und der Umzug nach Wersen. Hier waren einige, heutzutage berühmte Personen als Schüler bzw. als Lehrer aktiv. So waren dort unter anderem Dieter Bohlen als Schüler, bzw. der Fußballtrainer Ernst Middendorp als Lehrer tätig. Der Sänger Heinz Rudolf Kunze hat ebenfalls als Lehrer, unter anderem für Deutsch, an den Schulen unterrichtet.

## Verkehr
Der Bahnhof Wersen befindet sich an der Eisenbahnstrecke „Tecklenburger Nordbahn“, die von Osnabrück über Wersen, Westerkappeln, Recke nach Rheine führt.

## Sehenswürdigkeiten
- Großsteingräber bei Wersen
- In der Liste der Baudenkmäler in Lotte (Westfalen) sind für Wersen sechs Baudenkmale aufgeführt.

## Persönlichkeiten
- Heinrich Niemöller (1859–1941), evangelischer Pfarrer und Autor, in Wersen geboren
- Martin Niemöller (1892–1984), evangelischer Pfarrer, Theologe und Widerstandskämpfer gegen den Nationalsozialismus, verbrachte einen Gutteil seiner Kindheit bei den Großeltern in Wersen und wurde dort beerdigt